# باغ‌قوشخانه
باغ‌قوشخانه، باغِ قوشخانه یا باقوشخانه، نام یکی از باغ‌های بزرگ و باشکوه سلطنتی در شهر اصفهان بود که در عصرهای گذشته (به‌ویژه عصر صفوی و دوران سلطنت شاه عباس کبیر) محل نگهداری و پرورش قوشها و بازهای شکاری به‌شمار می‌رفت. قوش‌های شکاری پرورش‌یافته و تعلیم‌دیده در این باغ در جریان مراسم شکار پادشاهان و شاهزادگان صفوی مورد استفاده قرار می‌گرفتند.
«ورطانس یوزوکچیان» از مقامات مذهبی جلفای اصفهان در دوره محمدشاه قاجار، شاهد مسابقات عجیبی در باغ قوشخانه بوده است. او نوشته: «یک بار هم در اول ماه دسامبر ۱۸۴۳ در همان کاخ ناظر بودیم که از طرف «محمدشاه»، خلعتی برای حاکم اصفهان «معتمدالدوله منوچهرخان»، جهت یک شجاعتی که نشان داده بود، فرستاده شد.
«جووانی فرانچسکو جملی کارری»، جهانگرد ایتالیایی که در دوره شاه سلطان حسین به اصفهان سفر کرده، می‌نویسد: «روز پانزدهم همراه کشیشان دیر به تماشای باغ خوشخانه (قوشخانه) که در خارج شهر واقع شده، رفتیم. شاه هنگام مسافرت تا فرارسیدن ساعت خوش که معمولاً توسط منجمان تعیین می‌شود، در این باغ خود را مشغول می‌کند…. این باغ از درختان میوه پر است. ولی چون درخت‌ها به همدیگر خیلی نزدیک‌اند و نور آفتاب به‌اندازه کافی بدان‌ها نمی‌تابد میوه‌هایش عالی نیست.

## موقعیت باغ
این باغ زیبا و وسیع در نزدیکی یکی از دروازه‌های شمالی شهر اصفهان به نام دروازه قوشچی واقع بوده است. درحال‌حاضر در حاشیهٔ میدان طوقچی و در ابتدای غربی خیابان لاله بوستانی به نام قوشخانه قرار دارد که در گذشته محل استقرار این باغ زیبا و باشکوه بوده است.
این بنا در حال حاضر در میدان قدس (نام امروزی میدان طوقچی)، خیابان زینبیه (نام امروزی خیابان لاله) واقع است.
در این باغ، چشمه‌ای در بستری از سنگ‌تراش جاری است. در وسط باغ، رواق مربعی وجود دارد و حوض مرمرین کوچکی در آن تعبیه شده است. از هر طرف رواق دری به بیرون باز می‌شود و هر گوشه آن به اتاق کوچک هشت ضلعی گنبدداری متصل می‌شود. همه گنبدها با تصاویر زیبایی منقش است. در تزئین و نقاشی دیوارها و سقف‌ها از طلا و لاجورد استفاده شده است.»

## وجه تسمیه باغ
وجه تسمیه این مکان به باغ قوشخانه به مناسبت آن است که در این باغ به عنوان یکی از باغ‌های سلطنتی قوش‌ها و بازهای شکاری پادشاهان صفوی پرورش داده شده و بدین پرندگانِ دست‌آموز آموزش‌هایی داده می‌شد که آنان را جهت استفاده در شکار مناسب می‌ساخت. گرچه گزارش‌های مرتبط با قوش‌ها و بازهای شکاری که در این باغ نگهداری می‌شده‌اند، عمدتاً مربوط به دوره شاه عباس اول صفوی است اما گویا قبل از دوران سلطنت او نیز این باغ در اصفهان به همین منظور مورداستفاده قرار داشته است.

## تاریخچه باغ
گرچه اوج دوران شکوه و عظمت این باغ همانند بسیاری دیگر از بناهای تاریخی اصفهان به عصر صفویه مربوط است امّا برخی قدمت این بنا را به اعصار قبل از صفویه و قرن ۸ هجری قمری مربوط دانسته‌اند. هرچند گروهی نیز با توجه به تزئینات و نحوه معماری مناره مجاور این باغ زمان ساخت آن را مربوط به دوران مغول می‌دانند و به همین اعتبار قدمت باغ را نیز بدان دوران منتسب کرده‌اند.
باغ مذکور در دورهٔ صفویه محلی برای نگهداری پرندگان شکاری و حیوانات مورد علاقهٔ پادشاه به‌شمار می‌آمد امّا بر اساس برخی گزارش‌های تاریخی در دوران قاجار کاربردهای دیگری یافته و از جمله برای بر تن کردن خلعت اعطایی شاهان و حاکمان قاجار و نیز به عنوان مکانی مناسب جهت پذیرایی از میهمانان و سفرای خارجی محسوب می‌گردید.
این موارد را از اشاراتی که در منابع مختلف به این باغ شده می‌توان دریافت.

## در سیاحتنامه شاردن
ژان شاردن سیاح فرانسوی در سیاحتنامه خود به این باغ اشاره کرده و در این رابطه می‌نویسد
پس از محلهٔ سید احمدیان محلهٔ طوقچی است که در آن هشتاد باب خانه و چهار بازار قرار دارد. در یکصد و پنجاه قدمی این محله باغ سلطنتی است که آن را قوشخانه می‌گویند و در آن انبوهی از مرغان شکاری نگاهداری می‌شود. جنب آن خانقاهی به نام حاج میرزا خان برای مردم گوشه نشین و تارک دنیا ساخته شده است.
در این نوشته و دیگر منابع مربوط به عصر صفوی به وجود کاروانسراهای مخصوص زوار نیز در اطراف این بنا اشاره شده
 در اطراف همین باغ چندین کاروانسراست که یکی از آنها نیمه تمام و مخصوص زوار مشهد بنا شده و مسافران در آن به انتظار کاروان می‌مانند.

## در مرآةالبلدان
مؤلف کتاب مرآت البلدان ناصری نیز که در عصر قاجاریه می‌زیسته در مورد وضعیت این باغ در دوره قاجاریه چنین آورده است:
در بیرون دروازهٔ طوقچی اصفهان خیابانی است معروف به چهارباغ که نادراً درختی در آن دیده می‌شود. در وسط این خیابان حوضی قرار دارد که در یک طرف خیابان مقابل این حوض سردر باغ معروفی به نام قوشخانه دیده می‌شود که از چند گاه قبل تا الان حکام دارالسلطنهٔ اصفهان هر وقت از طرف شخص شاه به خلعتی نائل و سرافراز می‌شوند آن خلعت را با تشریفات معمول در باغ قوشخانه زیب پیکر خود می‌سازند.

## عاقبت باغ
در ابتدای دورهٔ پهلوی باغ قوشخانه متروک ماند و تنها برای مدتی از میان‌سرای وسیع داخلی آن به عنوان مکانی جهت برگزاری مراسم شبیه خوانی استفاده می‌گردید.
گفته می‌شود که پس از آن و در اوایل باغ قوشخانه به همراه ابنیهٔ موجود در آن در تحت تملک یکی از سران حکومتی پهلوی به نام «مشیرفاطمی» قرار گرفت که وی ضمن ایجاد تغییراتی در بنای یاد شده در جبههٔ میانی باغ نیز بنای کوشک مانند دیگری برای اقامت شخصی خویش احداث نمود.
پس از پیروزی انقلاب اسلامی ضمن مصادره این باغ تاریخی به نفع انقلابیون، دیوارهای باغ برداشته شد تا از فضای داخلی آن به منظور احداث پارکی عمومی استفاده شود، امّا دیری نپایید که باغ تاریخی در تملک شهرداری قرار گرفت و از ساختمان قاجاری زیبای واقع در ابتدای باغ، جهت استقرار شهرداری ناحیهٔ هفت اصفهان بهره گرفته شد. در سال‌های بعد و در ادامه مالکیت شهرداری در این مکان که با دخل و تصرفاتی در ماهیت بافت تاریخی آن همراه بود، یکی از مراکز فرهنگی شهرداری اصفهان به نام خانهٔ جوان در آن مستقر شد و کوشک مشیر فاطمی نیز به کتابخانه‌ای عمومی تبدیل گردید.